# (4808) Ballaero
(4808) Ballaero (1925 BA) – planetoida z grupy pasa głównego asteroid okrążająca Słońce w ciągu 4,36 lat w średniej odległości 2,67 j.a. Odkryta 21 stycznia 1925 roku.